# Lea Nordheim
Helena (Lea) Nordheim (Amsterdam, 1 augustus 1903 - Sobibór, 2 juli 1943) was een Nederlandse gymnaste. Zij maakte deel uit van de turnploeg die goud won tijdens de Olympische Zomerspelen 1928 van Amsterdam. De dames van deze ploeg waren de eerste Nederlandse vrouwelijke olympische kampioenen. Van de twaalf leden van de turnploeg waren er vijf van Joodse afkomst, onder wie Lea Nordheim. Hun coach was Gerrit Kleerekoper.
Nordheim was van beroep kapster. Eind juni 1943 werd zij vanuit Kamp Westerbork op transport gesteld naar Sobibór. Direct bij aankomst werden zij, haar man Abraham Kloot en hun tienjarige dochter Rebecca vergast.